# Ernst Habs
Ernst Habs (* 19. Oktober 1858 in Magdeburg; † 6. Juli 1898 ebenda) war ein deutscher Bildhauer.

## Leben

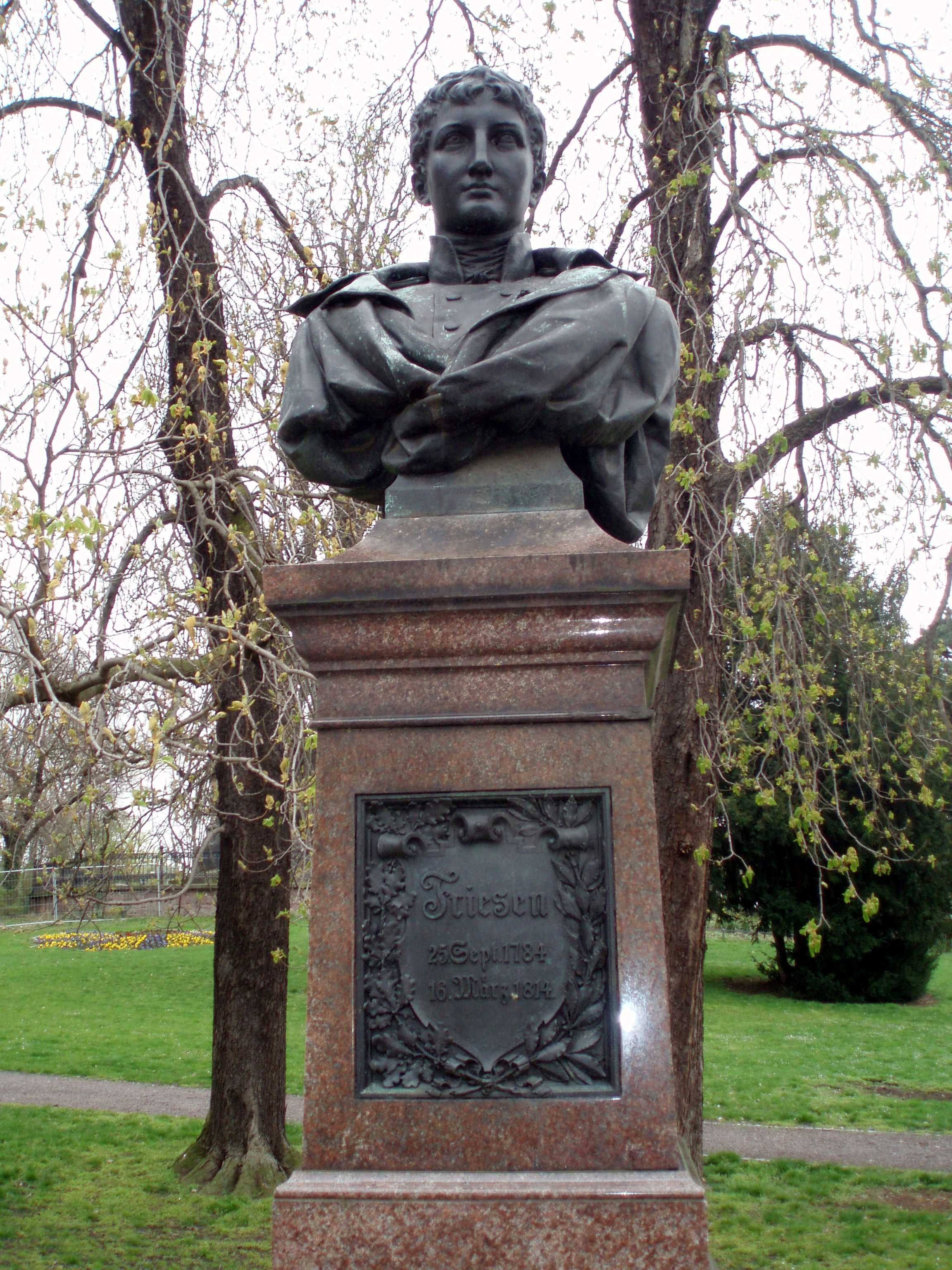
Büstendenkmal für Friedrich Friesen in Magdeburg (1893)

Ernst Habs wurde lokal durch seine Werke in seiner Vaterstadt Magdeburg bekannt, die er im Stil des Spätklassizismus schuf. So zählen der figürliche Schmuck der Anna-Ebert-Brücke über die Alte Elbe in Magdeburg und das am 24. September 1893 enthüllte Friesen-Denkmal mit der Porträtbüste des Pädagogen und Freiheitskämpfers Friedrich Friesen zu seinen Werken, ebenso das Denkmal für Karl Möllinger in Höxter.
Überregional kannte man ihn als Schöpfer verschiedener Kaiser-Wilhelm-I.-Denkmäler. 1892 wurde das erste nach seinen Plänen errichtete Kaiser-Wilhelm-I.-Denkmal in Burg (bei Magdeburg) feierlich enthüllt. Am Ende des 19. Jahrhunderts standen in Deutschland vier seiner Standbilder Kaiser Wilhelms I., von denen jedoch keines der Nachwelt erhalten blieb.